# U.D.R. (banda)
U.D.R. foi uma banda brasileira de rock cômico que fez, também, uma sonoridade que envolvia horrorcore, punk rock, funk carioca, gangsta rap e grindcore. Formado em Belo Horizonte em 2003, o trio composto por Professor Aquaplay (Rafael Mordente), MS Barney (João Carvalho) e MC Carvão (Thiago Machado) — respectivos jornalista, historiador diplomata e relações-públicas — utilizou-se de diversos recursos de sátira e humor negro para cantar sobre satanismo, transexualidade, anticristianismo, violência extrema, drogas pesadas, apologia à extrema-direita, bukkake, coprofilia, deficiências (como paraplegia e autismo), cultura hipster, homoerotismo e outras questões, tratadas com ironia pelos músicos.
Erroneamente rotulados como satanistas, o humor feito pelos integrantes causou controvérsia, chegando a serem processados e impedidos de cantar algumas canções em shows, mas suficientemente populares para terem músicas veiculadas em programações da MTV Brasil e serem apresentadas no exterior. A banda também foi alvo de publicações em revistas e estudos acadêmicos acerca das temáticas que dividem opiniões. Na visão de alguns autores, algumas delas são crimes previstos no código penal brasileiro. Outros enxergam que sua veia artística expõe — de forma pioneira no cenário musical nacional — temáticas que normalmente evita-se abordar. As temáticas possuem objetivo satírico por parte dos integrantes, não expressando seu real posicionamento a respeito dos assuntos que são tratados.

## Etimologia
O nome do grupo foi inspirado na União Democrática Ruralista, pois a banda queria um nome que transmitisse conservadorismo, em contraste às suas letras politicamente incorretas. A ideia veio de MS Barney. Em uma entrevista em 2015, MS Barney afirmou que a União Democrática Ruralista se tratava "do que há de mais de direita, nojento e preconceituoso no mundo".
Em entrevista, Aquaplay disse:
| “ | Eu ia dizer que significa "Udora" sem as vogais, mas ninguém pescou essa piada ainda. A ideia era usar uma sigla baseada em algo que remetesse a puritanismo e conservadorismo extremos. De início, a intenção era usar "TFP", por causa daquele movimento "Trabalho, Família e Propriedade" ou coisa que o valha. Mas daí o Barney teve a ideia de usar "UDR" por causa da União Democrática Ruralista, um partido extremamente conservador. Gostamos da ideia e topamos. De qualquer maneira, o nome da banda não tem necessariamente o mesmo significado da sigla de onde o tiramos. É só uma sigla. | ” |

Recentemente, o acrônimo também tem sido usado como "União, Devoção e Respeito", acrônimo utilizado pela própria banda em sua página oficial do Bandcamp e em alguns vídeos online disponibilizados no YouTube, como uma repost do single "Quati Mandril", de 2015.

## História
A banda como foi conhecida formou-se em 2003 por Rafael Mordente (Prof. Aquaplay), Thiago Machado (MC Carvão) e João Carvalho (MS Barney); com breve inclusão de MC Carniça em seus primeiros meses.

### Começo da banda (1999 - 2002)
Entre 1999 e 2002, os três integrantes já tinham experiências tocando em bandas de diversos gêneros. Com o advento da internet, migraram sua criatividade e senso de humor para as gravações caseiras. Assim, passaram a compor utilizando softwares rudimentares de áudio e instrumentos velhos gravados em cassete. Nesse período criaram sob vários pseudônimos e "fake band names", como Anal Creation, BTK, Bestial Glacial Necro Raven e Nine Inch Snails. [carece de fontes?] No extinto site TramaVirtual, a UDR postava seus trabalhos musicais.

### Ascensão da UDR (2003 - 2016)
Como trio (já que MC Carniça havia saído da banda durante as gravações betas, em meados de abril de 2003), o grupo lançou seu disco de estreia, Seringas Compartilhadas Vol. 2 (Concertos para Fagote Solo, em Sí Bemol), que ganhou popularidade na cena underground. A canção "Bonde da Orgia de Travecos", oriunda deste disco, tornou-se o maior sucesso da U.D.R., abordando temas que seriam recorrentes em várias canções do trio, como transexualidade, sexo grupal e coprofilia. Além dessas, o disco contém referências claras ao satanismo e anticristianismo, como "Vômito Podraço" e "Bonde de Jesus". No entanto, a faixa mais controversa foi "Bonde do Aleijado" que renderia, anos depois, a um processo judicial que os impediriam de tocá-la ao vivo.
Em 2004 [carece de fontes?], o grupo lançou o segundo álbum, Jamo Brazilian Voodoo Macumba Kung Fu..., com canções como "Oh, Mefisto" (uma paródia de "Jesus Cristo", de Roberto Carlos), "Gigolô Autoditada" e "O Hacker do Amor" (uma paródia de "Rap do Solitário", do MC Marcinho), divulgadas na turnê O Amor Move Montanhas. Foi através deste disco que a banda tornou-se nacionalmente conhecida e participou de festivais de metal. No evento Kool Metal Fest 6, foi gravado o primeiro — e único — DVD, em junho de 2005, com bandas de grindcore. Foi a última apresentação antes da saída de MS Barney. No mesmo ano, foi lançado o álbum WARderley, com a participação de Barney em algumas faixas já gravadas anteriormente. O disco trouxe "Dança do Bukakke", "Som do Natal", "Avião Brutal do Scat", "O Cais" e "Rock and Roll Anticósmico da Morte" (uma paródia de "Time Is Running Out", do Muse).
Com a saída de Barney, Aquaplay e Carvão decidiram não colocar ninguém em seu lugar, e seguiram como dupla. Nesta formação, a banda aumentou sua agenda e teve suas músicas veiculadas na MTV Brasil. Segundo Aquaplay, "Eu e Carvão conseguimos tocar o bonde pra frente e, para minha surpresa, estávamos em uma banda que agora buscava — e conseguia — resultados. Nunca havia me acontecido antes". Em 2007, foi lançado o EP O Shape do Punk do Cão, com canções curtas, faixas em grindcore e techno, como "Nunca é Tarde para Dizer a Alguém que Você Tem HPV" e "Gordinho, Você não é DJ", fazendo uma indireta para o produtor e um dos integrantes do Bonde do Rolê, Rodrigo Gorky.
Em 2008, foi lançado Bolinando Straños, que trouxe uma sonoridade mais diferenciada dos discos anteriores, com maior uso de sintetizadores e arranjos vocais. "Todos Nossos Fãs são Gays" e "Você é Moderno e Eu Te Odeio" fizeram parte do disco, que foi lançado em Londres. Na época anterior ao lançamento, Carvão e Aquaplay armaram uma peça no público, anunciando a saída de Carvão e Aquaplay realizou um concurso para integrar um novo membro. Em contrapartida, mais tarde, a dupla afirmou que se tratava de uma brincadeira, lançando o novo disco. No entanto, no final do ano, a banda realmente acabou. MC Carvão dedicou-se a outros projetos, como o Fadarobocoptubarão, e o Grupo Porco de Grindcore Interpretativo. Também participou de um disco da Madame Rrose Sélavy.
Em 2011, a U.D.R. anunciou um retorno, em sua formação clássica, por Professor Aquaplay, MS Barney e MC Carvão. Na ocasião, foi divulgado os singles "Todos Shora" e "Odiadores vão Odiar", e novas músicas, como "Eu Passei meu Pinto em Alguma Coisa sua" e lançado o álbum ao vivo Racha de Chevettes, no SoundCloud.
Entre 2012 e 2015, o grupo divulgou as canções "Soninho Gostoso de Belphegor", "Bombayse", "UIS KY A COCO (Heavy Drugs)" e "Passivo Agressivo".
Em outubro de 2014, Aquaplay lançou seu primeiro trabalho solo, o EP Quimera, contendo quatro composições inéditas. No dia 15 de maio de 2015, a banda lançou o single "Quati Mandril", que se tornou a última música lançada pelo trio na carreira e, em decorrência de um processo judicial que poderia ter acarretado na prisão do grupo, eles anunciam o fim de suas atividades em julho de 2016.

## Fim
Após mais de 10 anos de existência do grupo (formado oficialmente em 2003), a banda foi condenada pela Justiça do estado de Minas Gerais por "incitar crimes e discriminação em suas letras" em junho de 2016; a banda, por sua vez, discordou da decisão preferida, mas, por fim, teve de encerrar suas ações. Em postagem oficial, a banda declara:
"A UDR comunica a todos os seus fãs o término de suas atividades e o cancelamento de sua participação em quaisquer eventos previamente agendados.

A UDR reitera que sempre promoveu a inclusão, o combate a toda e qualquer forma de preconceito e o questionamento das mazelas da nossa sociedade, por meio da sátira e do escárnio. A UDR agradece o carinho de todos os nossos fãs."
A pena, fixada em três anos, cinco meses e sete dias de reclusão, além de 120 dias-multa, foi substituída por duas restritivas de direitos. Sendo assim, os músicos tiveram que prestar serviços à comunidade ou a entidades públicas, além de pagamento de quatro salários mínimos da época (cerca de R$ 3.520).

## Estilo musical
Sem uma influência diretamente citada, os integrantes da banda a rotulavam comicamente de funk satânico ou rock and roll anticósmico da morte. MS Barney, em entrevista, disse que a banda admira Rogério Skylab e Wesley Willis, este último citado em uma das músicas. A banda já parodiou Roberto Carlos, Muse e cita, ironicamente, Oficina G3 dentre influências.

## Controvérsias

### "Bonde do Aleijado"
A canção "Bonde do Aleijado" causou problemas para a banda, que deixou de tocá-la em shows. A música da banda foi considerada uma extrapolação do direito à liberdade de expressão. Um estudo, realizado pela Universidade Presbiteriana Mackenzie, apontou suas letras ricas de questões como a discriminação social, uso de drogas e conflitos religiosos, mas que várias de suas letras enquadram-se em crimes contra a honra, como "Bonde do Aleijado", questionando se suas composições não influenciariam negativamente crianças e adolescentes.
Em contrapartida, Glauco Mattoso, da revista Caros Amigos, afirmou que as composições da U.D.R. "captam toda a violência do cotidiano com aquela impiedosa veia satírica da melhor poesia fescenina".

### Conflitos com o Bonde das Impostora
Em meados de 2006, o grupo Bonde das Impostora ganhou certa atenção pegando carona no sucesso dos conterrâneos e amigos do Bonde do Rolê. O motivo era que gravaram músicas insultado os integrantes do Bonde do Rolê. Em certa ocasião, contataram a U.D.R. perguntando se havia problema em fazer uma música os insultando, brincando como brincaram com o Bonde do Rolê. O trio mineiro liberou e se dispôs a fazer o mesmo para entrar no embalo da brincadeira.
Assim, o Bonde das Impostora gravou a música "Satanás Aplaude (Pauno Kuda UDR)", diretamente dirigida para a banda U.D.R. Seus dois membros na época, Aquaplay e Carvão, ouviram, mas não se incomodaram em produzir nada imediatamente após. A resposta veio meses depois. Carvão e Aquaplay divulgaram um single, chamado "As Curitibanas Mais Taradas", com a réplica para o grupo, mandando, também, o produtor americano Diplo "tomar no cu", afirmando que o grupo imita a U.D.R., com composições pobres. Além disso, Carvão e Aquaplay também citaram integrantes do Bonde do Rolê e criaram um blog com o nome da música, com fotos e montagens dos integrantes das duas bandas e mensagens dos fãs da U.D.R.
| “ | A montagem mais tosca e comentada até o dia 12 de Outubro de 2006 ganha o CD WARderley autografado e um single com a música tema do concurso. Este single será autografado por ninguém menos que as mães dos U.D.R. Isso mesmo! A mãe deles! - Mas Carvão, eu não sei onde encontrar fotos deles! NÃO? Entre nesses sites aqui ó [...] | ” |

A reação inicial dos membros do Bonde das Impostora foi positiva e a brincadeira correu como proposta. No entanto, pessoas próximas dos integrantes do grupo de Curitiba ficaram ofendidos com o material e enviaram à U.D.R. um e-mail formal, em jargão jurídico. Nele, afirmaram que a banda fez uma resposta altamente ofensiva e desproporcional em relação a canção que fizeram. Ao fim do texto, havia uma solicitação para que Carvão e Aquaplay pedissem desculpas publicamente e removessem o blog Curitiba Amadores.
Embora o caso não tenha chegado às vias litigiosas de fato, Carvão e Aquaplay polidamente atenderam aos pedidos e as bandas nunca mais se falaram. A canção "As Curitibanas Mais Taradas", contudo, permanece no apreço dos fãs. O caso foi tratado com sarcasmo e ironia por Carvão e Aquaplay em entrevistas posteriores até o assunto se esgotar.
Após isso, o Bonde das Impostora encerrou as atividades. Os integrantes do Bonde do Rolê não comentaram o fato diretamente, mas Rodrigo Gorky disse que "o Bonde das Impostora é uma porcaria" e "o Aquaplay está ficando careca", e Pedro afirmou que os integrantes da U.D.R. "copiaram" o grupo Manymais, "e eles sabem disso!".

## Integrantes
- Professor Aquaplay - vocais (2003–2008; 2011–2016)
- MS Barney - vocais (2003–2005; 2011–2016)
- MC Carvão - vocais (2003–2008; 2011–2016)

## Ex-integrantes
- MC Carniça - vocais (abr-jun 2003)

Participações especiais
- Fiddy
- ChuperHomens
- Ludovic

## Discografia
Álbuns de estúdio
- 2003: Seringas Compartilhadas Vol. 2 (Concertos para Fagote Solo, em Sí Bemol)
- 2004: Jamo Brazilian Voodoo Macumba Kung Fu...
- 2005: WARderley
- 2008: Bolinando Straños

Álbuns ao vivo
- 2011: Racha de Chevettes

EPs
- 2005:  Currando o Aiatolá ao Vivo[34]
- 2007: O Shape do Punk do Cão

Singles
- 2006: "As Curitibanas Mais Taradas"
- 2008: "Tabacudo" (com Fiddy)
- 2008: "Bonde da Orgia de Travecos" (relançamento em Single)
- 2011: "Todos Shora"
- 2011: "Odiadores Vão Odiar"
- 2012: "AIDS se te pego"  [35][36]
- 2014: "Benefício Universal Formando Fraternidade Onipresente" (com Ludovic e Chuperhomens)
- 2015: "Quati Mandril"

## Videografia
- 2007: Kool Metal Fest 6